# Antonios Merlos
Antonios Merlos (4 de abril de 1999) es un deportista de Grecia que compite en atletismo. Ganó una medalla de oro en el Campeonato Mundial de Atletismo Sub-20 de 2018, en la prueba de salto de altura.